# Aristides de Sousa Mendes

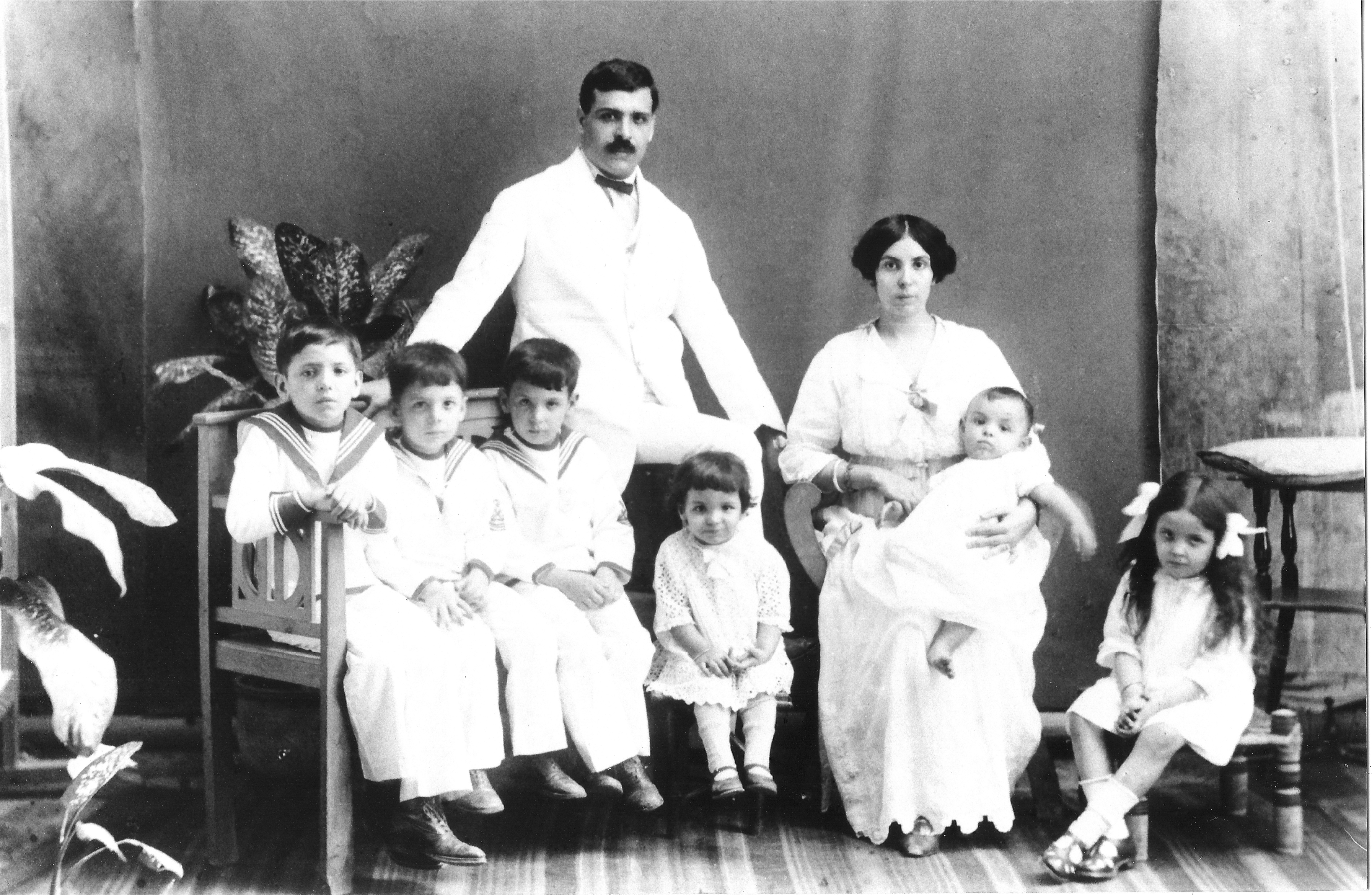
Sousa Mendes z żoną i pierwszą szóstką dzieci (1917)

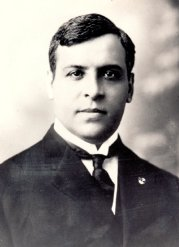
Aristides de Sousa Mendes w wieku ok. 20–30 lat

Aristides de Sousa Mendes do Amaral e Abranches (ur. 19 lipca 1885 w Cabanas de Viriato, zm. 3 kwietnia 1954 w Lizbonie) – portugalski dyplomata, jako konsul podczas II wojny światowej pomagający osobom prześladowanym przez hitlerowskie Niemcy.
Jako konsul generalny w Bordeaux, przeciwstawił się rozkazom reżimu António Salazara, wydając wizy i paszporty dla ok. 6–10 tys. osób, w tym Żydów, uciekających przed prześladowaniami nazistowskich Niemiec. Portugalskie Ministerstwo Spraw Zagranicznych zabraniało wydawania wiz bez uprzedniego skonsultowania każdego przypadku z Lizboną. Sousa Mendes, ignorując wytyczne, wydawał wizy potrzebującym. Za karę został zawieszony na rok w wykonywaniu obowiązków z prawem do pobierania połowy uposażenia, następnie próbowano zmusić go do przejścia na emeryturę. Ostatecznie nie został wydalony ze służby zagranicznej i otrzymywał do końca życia pełną pensję. Z pełni zarzutów został oczyszczony w 1988, ponad dekadę po rewolucji goździków. Z czasem stał się bohaterem narodowym Portugalii.

## Życiorys

### Wykształcenie i początki kariery
Aristides de Sousa Mendes, podobnie jak jego brat bliźniak César de Sousa Mendes, ukończył w 1908 studia prawnicze na Uniwersytecie w Coimbrze. Bezpośrednio po studiach został członkiem służby konsularnej. Karierę w dyplomacji wybrał także jego brat, który ok. 1915 był posłem w Japonii, a w latach 1932–1933 ministrem spraw zagranicznych.
Przebywał na placówkach m.in. w Brazylii (do 1919) i San Francisco (od 1921). Po zamachu stanu w Portugalii w 1926, Sousa Mendes początkowo poparł nowy reżim, co pomogło w nadaniu tempa jego karierze. W marcu 1927 Sousa Mendes został mianowany konsulem w Vigo w Hiszpanii, gdzie pomagał w neutralizacji działań portugalskich uchodźców wymierzonych w nowe władze. W 1929 objął kierownictwo urzędu w Antwerpii w Belgii, gdzie był dziekanem korpusu konsularnego.
Wobec Sousy Mendesa kilkukrotnie prowadzono postępowania dyscyplinarne: podczas służby w San Francisco za krytykę miejscowej portugalskiej diaspory (strona amerykańska ostatecznie cofnęła mu exequatur), a w Antwerpii za publiczną krytykę małego zaangażowania portugalskiego rządu w targach w Brukseli oraz za opieszałość przy przekazywaniu do centrali wpływów z opłat konsularnych. Przez to kilkukrotnie musiał się zwracać do swojego brata o wsparcie finansowe.

### Służba w Bordeaux
W 1938 został mianowany konsulem generalnym w Bordeaux. Jego okręg konsularny obejmował południowo-zachodnią Francję.
Zdaniem historyka Avrahama Milgrama, w 1938 Salazar miał świadomość na temat podejścia Niemców do „kwestii żydowskiej”. Jednocześnie oceniał, że napływ imigrantów może doprowadzić do osłabienia reżimu. Stąd wprowadzono ograniczenia wjazdu dla cudzoziemców. Zgodnie z zaadresowanym do przedstawicielstw konsularnych tzw. okólnikiem nr 10 z 28 października 1938, zakazywano Żydom osiedlania się w Portugalii, a wjazd na okres do 30 dni możliwy był jedynie na podstawie wizy turystycznej .
Po wybuchu II wojny światowej, do końca 1939 ok. 9000 Żydów przekroczyło granicę Portugalii, szukając schronienia w tym neutralnym państwie. Wielu z nich okazywało podrobione paszporty i dokumenty. W efekcie reżim Salazara wprowadził ściślejszą kontrolę, dzięki czemu m.in. rozpracowano kilka sieci przestępczych odpowiedzialnych za fałszowanie dokumentów, a szereg konsulów wydalono ze służby. 11 listopada 1939 do urzędów konsularnych rozesłano okólnik nr 14, zgodnie z którym konsulowie portugalscy musieli otrzymać zgodę centrali przed każdorazowym wydaniem wizy osobom o nieustalonej lub spornej narodowości, apatrydom, obywatelom rosyjskim, posiadaczom paszportów nansenowskich oraz Żydom wydalonym ze swoich państw.
Jako konsul generalny w Bordeaux, Sousa Mendes szybko zaczął ignorować wytyczne reżimu António Salazara jako nieludzkie i rasistowskie. Pierwszą wizę wydał 28 listopada 1939 austriackiemu profesorowi Arnoldowi Wiznitzerowi, pozbawionemu obywatelstwa na podstawie ustaw norymberskich, a drugą 1 marca 1940 hiszpańskiemu republikaninowi i przeciwnikowi rządów Franco, Neirowi Laporte. W obu przypadkach Sousa Mendes dopiero po wystawieniu wiz wystąpił do Lizbony o ich zatwierdzenie. Otrzymał za to pisemną reprymendę i ostrzeżenie, że kolejne przekroczenie lub naruszenie będzie traktowane jako nieposłuszeństwo i poskutkuje postępowaniem dyscyplinarnym. Sousa Mendes wydawał także wizy osobom negatywnie zaopiniowanym przez centralę (np. rodzinie Ertagów, Flaksbaumów i Landesmanów w maju 1940).
Po inwazji Niemiec 10 maja 1940 na Francję, Belgię, Holandię i Luksemburg znacznie zwiększyła się liczba osób zgłaszających się do Sousy Mendesa. 15 maja 1940 wydał wizy tranzytowe Marii Tavares, obywatelce luksemburskiej portugalskiego pochodzenia i jej mężowi, Luksemburczykowi Paulowi Minie. Po dwóch tygodniach zdecydował się wyrobić im portugalskie paszporty, według których figurowali jako rodzeństwo. Paul Miny miał w ten sposób uniknąć poboru do wojska. O ile udzielenie wiz wbrew okólnikowi nr 14 było naruszeniem obowiązków służbowych, to wystawienie fałszywych paszportów stanowiło przestępstwo, grożące karą dwóch lat więzienia i wydaleniem ze służby.

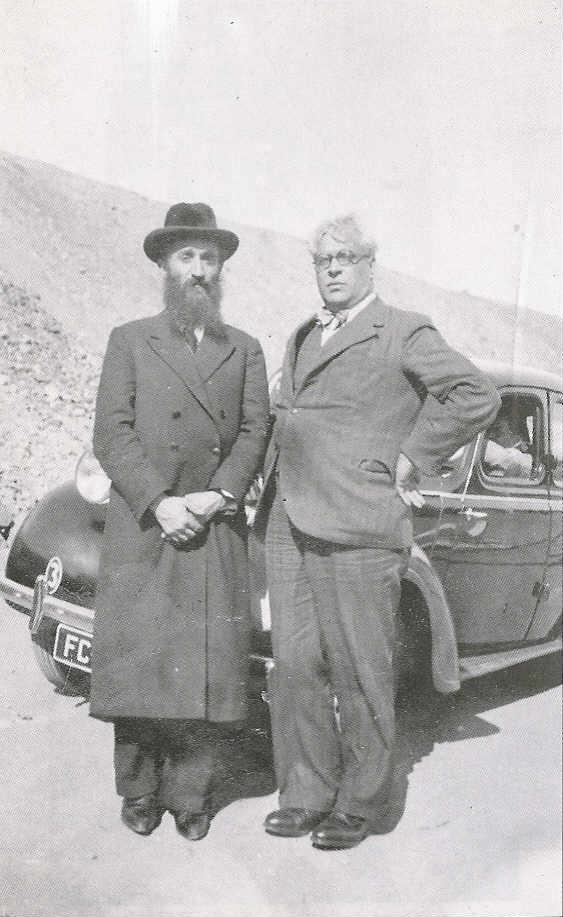
Rabin Chaim Kruger i Aristides de Sousa Mendes (1940)

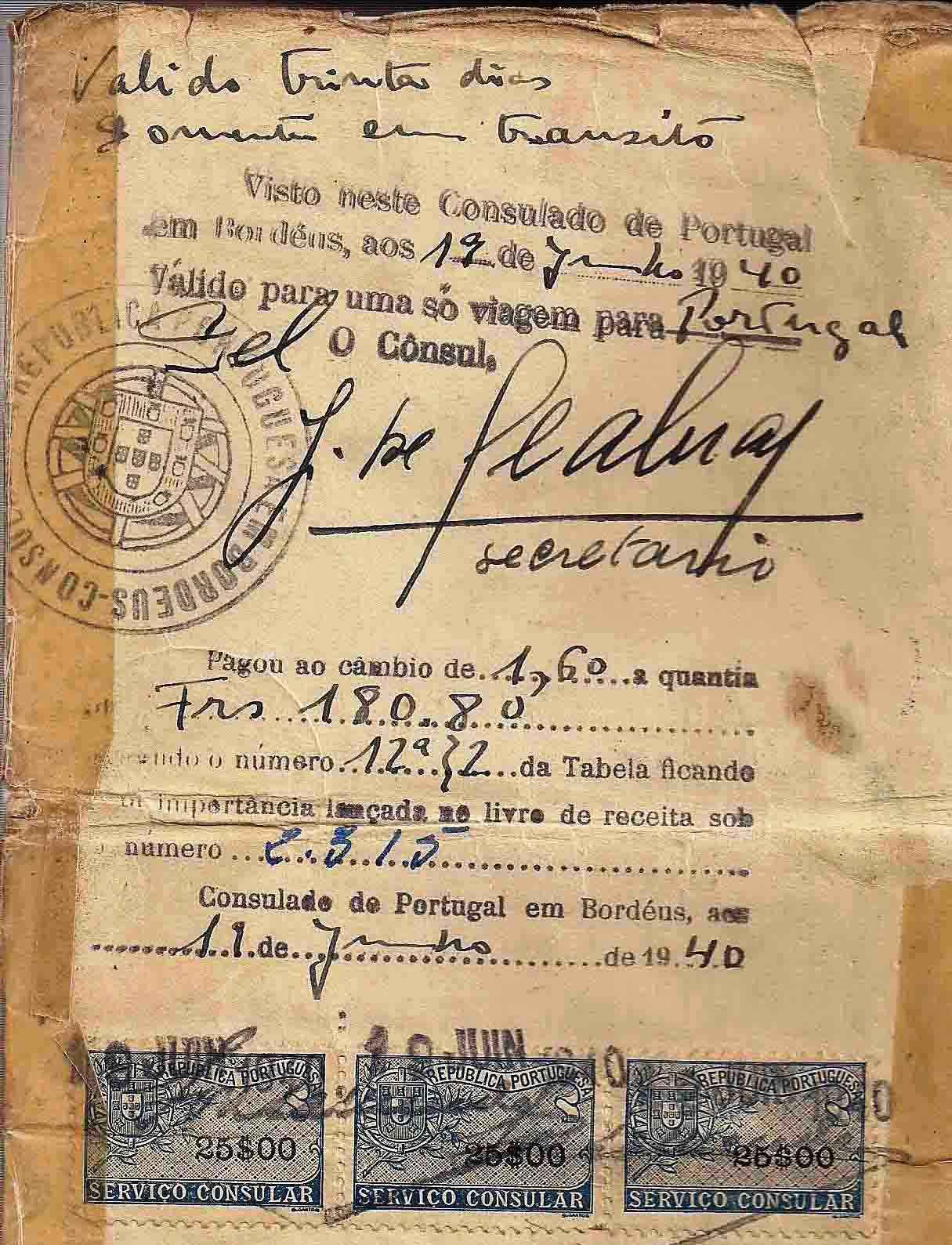
Jedna z wiz wydanych w 1940 przez Sousę Mendesa

Jednym z uciekinierów, którego Sousa Mendes poznał i z którym się zaprzyjaźnił, był pochodzący z Polski rabin Chaim Kruger. Sousa Mendes zaproponował wyrobienie wiz jemu i jego rodzinie (żonie i piątce dzieci). Rabin odmówił, o ile wiz nie dostaną także jego „bracia i siostry”, tj. Żydzi masowo przebywający wówczas w Bordeaux. W czerwcu 1940, po chwilowym załamaniu nerwowym, podjął decyzję, że będzie wydawać wizy wszystkim potrzebującym bez względu na narodowość. W proceder zaangażował swoją żonę, synów Pedro Nuno i José Antonio, sekretarza José Seabra, rabina Krugera i kilkoro innych uchodźców. Sousa Mendes nakazał wydawanie wiz także podlegającemu mu konsulowi honorowemu w Tuluzie. Wicekonsul w Bajonnie, który także dostał takie polecenie od Sousy Mendesa, wysłał skargę do portugalskiego ambasadora w Hiszpanii. W efekcie 22 czerwca 1940 z Lizbony do Bordeaux wysłano dwie depesze nakazujące mu zaprzestanie takich praktyk nawet w razie podpisania zawieszenia broni między Francją a Niemcami (które miało miejsce tego samego dnia).

### Postępowanie dyscyplinarne
26 czerwca 1940 Sousa Mendes otrzymał wezwanie na konsultacje do Lizbony. Odpowiedział na nie opieszale, wybierając się do Portugalii 8 lipca. Wówczas już funkcjonariusze na przejściach granicznych mieli polecenie, by nie honorować wiz z podpisem Sousy Mendesa. Tenże, jadąc służbowym samochodem do Lizbony, osobiście kierował napotykanych uchodźców do oddalonego przejścia granicznego, które nie odebrało wytycznych z Lizbony, ponieważ nie posiadało telefonu. Po dotarciu do Lizbony, przeciwko Sousie Mendesowi wszczęto postępowanie dyscyplinarne. Zarzuty obejmowały, m.in.: naruszenie okólnika nr 14, wydanie wicekonsulowi w Bajonnie nakazu wystawiania wiz (dodatkowo bez pobierania opłat), wydanie konsulowi honorowemu w Tuluzie zgody telefonicznie na wystawianie wiz, działanie w sposób narażający na szwank relacje Portugalii z Hiszpanią i Niemcami, fałszowanie paszportów.
19 października 1940 komisja dyscyplinarna wydała werdykt, w którym ze względu na niewykonywanie poleceń służbowych zawnioskowano o degradację. 30 października 1940 Salazar odrzucił tę rekomendację i zdecydował o nałożeniu kary jednego roku zakazu wykonywania obowiązków służbowych z obniżonym do połowy uposażeniem, po którym to okresie Sousa Mendes miał zostać przeniesiony na emeryturę. Dodatkową dolegliwością był ostracyzm społeczny, jaki dotknął Sousę Mendesa i jego rodzinę. Jego status materialny pogorszył się do tego stopnia, że musiał się żywić z rodziną w stołówce wspólnoty żydowskiej w Lizbonie. Po roku jednak przywrócono mu pełną pensję w wysokości 1593 escudo (dla porównania nauczyciel zarabiał wówczas 500 escudo). Pozostawał na ministerialnej liście płac do śmierci. Po zwycięstwie państw alianckich i zakończeniu II wojny światowej Salazar postanowił wykorzystać propagandowo działalność Sousy Mendesa i przedstawiał Portugalię jako państwo przyjmujące uchodźców. Zresztą także inni portugalscy konsulowie mieli prowadzić podobną działalność.

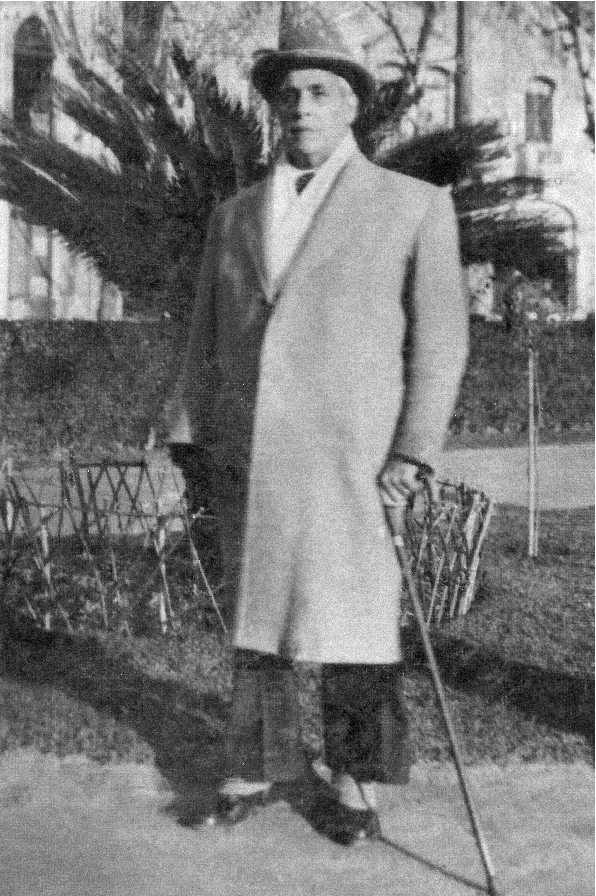
Sousa Mendes (1950)

### Ostatnie lata życia
Do końca wojny Sousa Mendes wierzył, że zostanie doceniony, a jego kara zostanie uchylona. W 1945 w liście do portugalskiego parlamentu wyjaśniał, że odrzucił polecenia, ponieważ uznał je za sprzeczne z konstytucyjnym zakazem dyskryminacji na tle religijnym.
W 1944 został wpisany na listę adwokatów. Jako pełnomocnik wygrał sprawę, w której próbowano pozbawić jego synów, Carlsa i Sebastiana, portugalskiego obywatelstwa, ponieważ służyli w brytyjskiej armii. W 1945, tuż przed końcem wojny, przeszedł udar mózgu, co go częściowo sparaliżowało i uczyniło niezdolnym do pracy. Ze względu na trudną sytuację materialną, pogarszaną rozrzutnym stylem życia drugiej żony Andrée Cibial, regularnie zwracał się po pieniądze do ludzi, którym swego czasu pomógł. Przykładowo Maurice de Rotschild przysłał mu 30 000 escudo, co było wówczas znaczącą kwotą. Mimo to tuż przed śmiercią, zadłużony u wielu osób oraz w bankach, zmuszony był sprzedać wszystkie meble ze swojej posiadłości.
W ostatnich latach życia Sousę Mendesa opuścili przyjaciele, a także część rodziny. Dzieci wyprowadziły się za granicę w celu poszukiwania możliwości poza Portugalią i ze względu na konflikt z macochą. Nigdy nie winiły jednak ojca za podjęte przez niego decyzje. Jego brat bliźniak César de Sousa Mendes podejmował bezskuteczne działania na rzecz cofnięcia przez Salazara jego decyzji.
Sousa Mendes zmarł 3 kwietnia 1954. W chwili śmierci obecna była przy nim jedna z jego siostrzenic. Pochowany został w rodzinnym Cabanas de Viriato.

### Życie prywatne
W 1908 wziął ślub z Marią Angeliną Coelho, z którą miał 14 dzieci. W Bordeaux wdał się w romans z francuską pianistką i piosenkarką Andrée Ciabal, która w 1940 wywołała skandal, publicznie ogłaszając podczas mszy, że zaszła w ciążę z Sousą Mendesem. Mimo to małżeństwo Sousy Mendesa trwało do śmierci jego żony w 1948. Rok później ożenił się z Ciabal. Ciabal, skonfliktowawszy się z synami Sousy Mendesa, wymogła na nim przeniesienie się do Cabanas de Viriato. Następnie odseparowała go od dzieci z pierwszego małżeństwa, spośród których część wyemigrowała do Kalifornii, Konga, Angoli, Mozambiku. Rozrzutność drugiej żony Sousy Mendesa stała się źródłem zatargów także z jego braćmi Césarem i João Paulo, a także kuzynem Silvério. Marie-Rose, jego córka z Ciabal, wychowywała się u wujostwa we Francji. Sousa Mendes poznał ją, kiedy miała 10 lat. Od tej pory regularnie spędzał z nią letnie miesiące we Francji.

## Liczba wydanych wiz
Liczba wiz wydanych przez Sousę Mendesa pozostaje sporna – obecnie historycy szacują się ją na 6–10 tys. Podawana przez wiele lat liczba 30 tys. uchodźców (w tym 10 tys. Żydów), których miał uratować, w późniejszych badaniach została uznana za znacznie zawyżoną. Jako pierwszy liczbę 30 tys. miał podać Harry Ezratty w 1964, najpewniej przypisując Sousie Mendesowi wszystkich Żydów, którzy przekroczyli wówczas granicę portugalską. W samej Portugalii część naukowców i decydentów powiązanych z czasami Salazara oceniała, że jego wysiłek był wyolbrzymiany celem zdyskredytowania wizerunku Salazara. Argumentowali, że to portugalska gościnność i neutralność uratowała tysiące ludzi.
Wśród uratowanych przez niego osób znaleźli się: Salvador Dalí, Marcel Dalio, Hugo Haas, Hendrik Marsman, Robert Montgomery, Tereska Torrès, King Vidor, Joseph Bech, Szarlotta (wielka księżna Luksemburga), Pierre Dupong, Otto von Habsburg. Z wiz wydanych przez Sousę Mendesa skorzystało także wielu polskich obywateli, głównie pochodzenia żydowskiego, m.in.: Stefania i Julian Tuwimowie, Janina Konarska-Słonimska, Antoni Słonimski, Witold Małcużyński, Stanisław Schimitzek, Marian Dąbrowski, Herman Lieberman, Henryka i Stanisław Strońscy, Zofia Leśniowska czy Grzegorz Fitelberg.

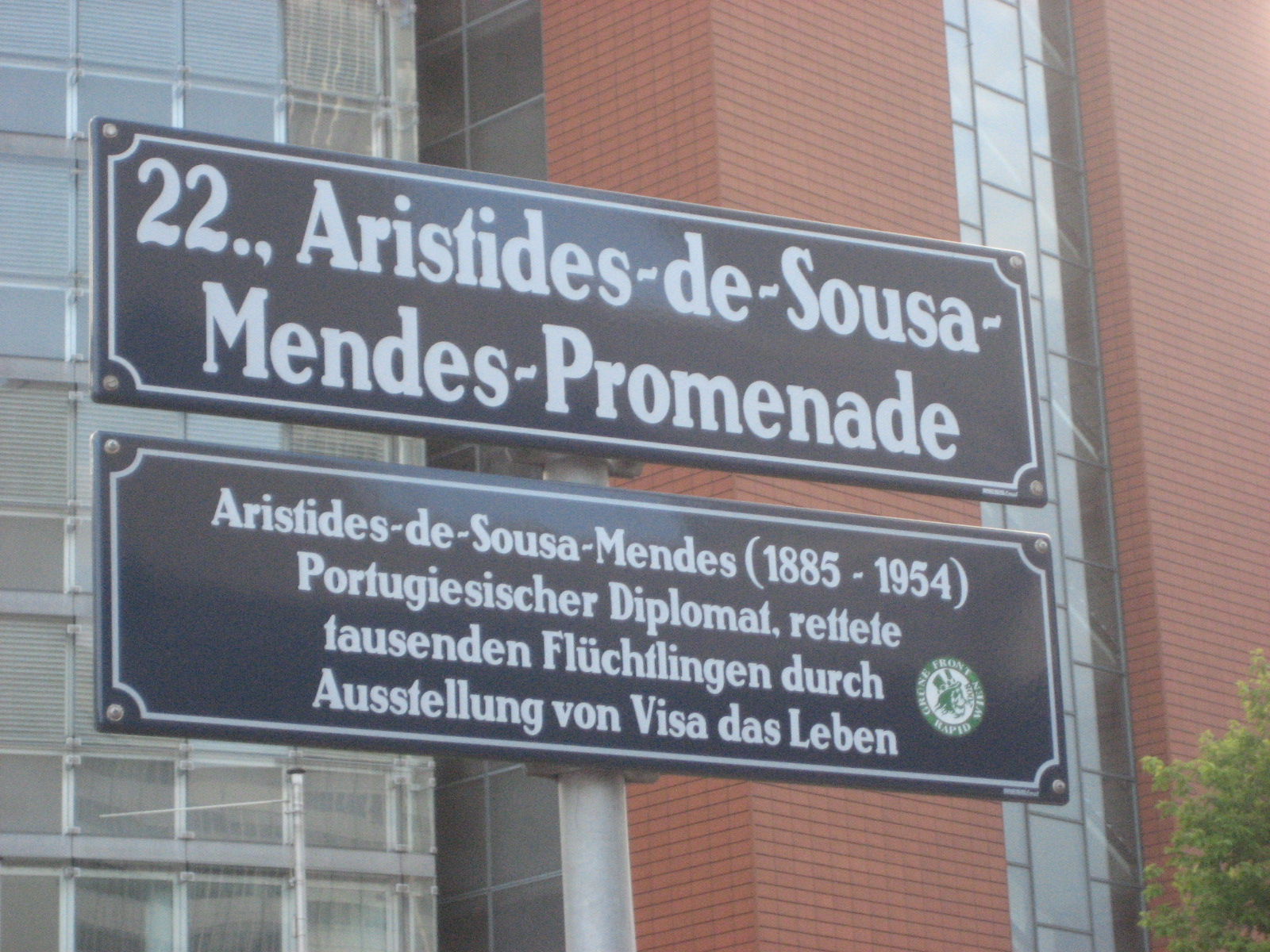
Plac Aristidesa de Sousy Mendesa w Wiedniu

## Rehabilitacja
Po śmierci Sousy Mendeza w 1954 jego dzieci działały na rzecz rehabilitacji ojca oraz rozsławienia jego dorobku. Z czasem Sousa Mendez zaczął być doceniany na świecie i traktowany jako bohater narodowy. W 1963 Instytut Jad Waszem rozpoczął uznawanie zasług ludzi ratujących Żydów podczas Holokaustu. W 1966 Sousa Mendes, w znacznej mierze dzięki staraniu swojej córki Joany, otrzymał jako jeden z pierwszych medal Sprawiedliwego wśród Narodów Świata. Jednak w Portugalii jego dorobek był pomijany lub deprecjonowany przez cały okres trwania reżimu Salazara.
Po rewolucji goździków w 1974 i obaleniu Nowego Państwa urzędnik Nuno A.A. de Bessa Lopes rozpoczął badanie niedostępnej do tamtej pory dokumentacji rządowej dotyczącej Sousy Mendesa. Według jego ustaleń rząd Salazara celowo poświęcił Sousę Mendesa na rzecz własnych politycznych celów. Uznał, że wymierzona wobec konsula kara była nielegalna i powinna zostać uchylona. Jego raport kończył się konkluzją, że Sousa Mendes został potępiony za odmowę współuczestnictwa w nazistowskich zbrodniach. Raport ten był przez ponad dekadę ukrywany przez nowy rząd.
W 1986 jego synowie przekonali dwóch kalifornijskich kongresmenów, Tony’ego Coelho i Henry’ego Waxmana, do podjęcia działań na rzecz upamiętnienia Sousy Mendesa. Z ich inicjatywy 70 kongresmenów podpisało się pod listem do portugalskiego prezydenta Mário Soaresa nawołującego do przywrócenia konsulowi należnego mu miejsca w historii Portugalii. W 1987 Sousa Mendes został uhonorowany przez Centrum Szymona Wiesenthala w Los Angeles. W tym samym roku w Bordeaux otwarto upamiętniający go Comité national français en hommage à Aristides de Sousa Mendes.
W 1987 władze portugalskie zaczęły oficjalnie uznawać dorobek Sousy Mendesa, czego symbolicznym początkiem było przyznanie jednego z najwyższych odznaczeń – Orderu Wolności. 18 marca 1988 portugalski parlament oficjalnie jednogłośnie uwolnił Sousę Mendesa od wszystkich zarzutów i przywrócił mu zawodową rangę. W kolejnych latach nastąpiły dalsze upamiętnienia, np. w 2017 w Vilar Formoso otwarto muzeum jego pamięci Vilar Formoso Fronteira da Paz, rejestrujące doświadczenia uchodźców wkraczających do Portugalii, z których wielu otrzymało wizy od Sousy Mendesa. W 2020 parlament Portugalii wyróżnił go tablicą w Panteonie Narodowym.

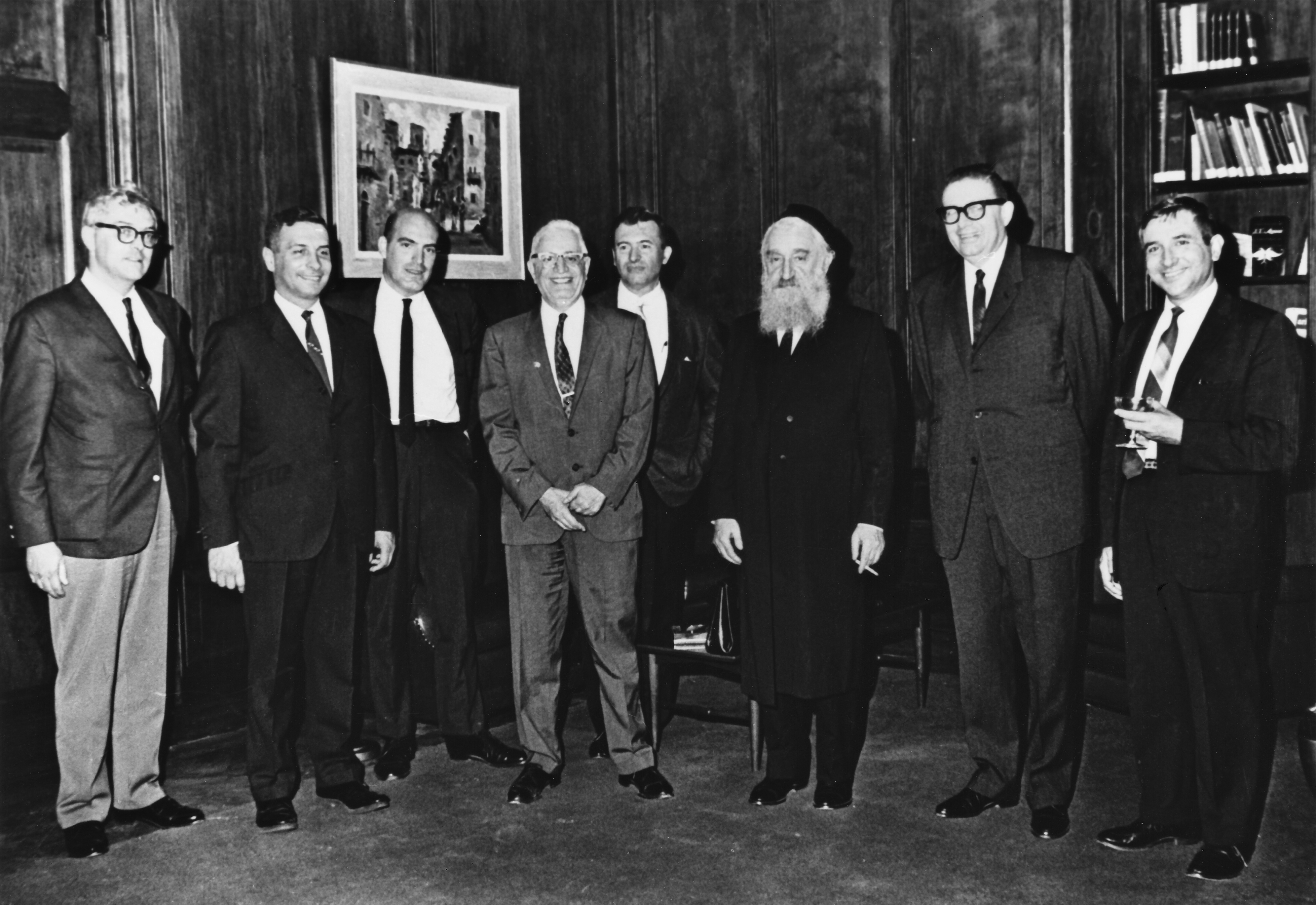
Uroczystość odznaczenia Sousy Mendesa medalem Sprawiedliwych wśród Narodów Świata w 1967

## Ordery i odznaczenia
Za swoje wysiłki na rzecz ratowania żydowskich uchodźców Sousa Mendes został w 1966 uznany przez Instytut Jad Waszem za Sprawiedliwego wśród Narodów Świata. Odznaczenie odebrali jego synowi Sebastião Mendes i Luis-Filipe oraz brat César de Sousa Mendes.
Został pośmiertnie odznaczony szeregiem portugalskich odznaczeń. W 1987 otrzymał Krzyż Oficerski, a w 2017 Krzyż Wielki Orderu Wolności. W 1995 wyróżniony Krzyżem Wielkim Orderu Chrystusa.
W 2022 w uznaniu dla ratowania Polaków otrzymał przyznawany przez Prezydenta Rzeczypospolitej Polskiej Medal Virtus et Fraternitas. Odznaczeniem tym rok wcześniej wyróżniono także jego brata bliźniaka Césara de Sousa Mendesa. Dekoracja obu braci odbyła się w 2022.